# فيل هندرسون
فيل هندرسون (17 أبريل 1968 بشيكاغو في الولايات المتحدة - 17 فبراير 2013 في الفلبين) (بالإنجليزية: Phil Henderson)‏ هو لاعب كرة سلة أمريكي في مركز مدافع مسدد الهدف. لعب مع سو فالز سكاي فورس وكواد سيتي ثندر.

## وصلات خارجية
- فيل هندرسون على موقع سبورتس رفرنس (الإنجليزية)
- فيل هندرسون على موقع كلية كرة السلة في سبورتس رفرنس.كوم (الإنجليزية)
- فيل هندرسون على موقع ريلجم (الإنجليزية)